# Vintila
Vintila, rum. Vintilă (zm. 1574) – hospodar wołoski w kwietniu 1574 roku z dynastii Basarabów. Sprawował władzę jedynie 4 dni.
Vintila był synem hospodara wołoskiego Patrascu Dobrego. Jego krótkie panowanie związane jest ze skierowaną przeciwko hospodarowi mołdawskiemu Janowi Srogiemu wyprawą wojenną Turków. Po wkroczeniu na teren Mołdawii wojska tureckie wspomagane przez hospodara wołoskiego Aleksandra II Mirczę oraz jego brata Piotra (popieranego przez Turków pretendenta do tronu mołdawskiego) poniosły klęskę w bitwie pod Jiliștea w kwietniu 1574 roku. Po tym zwycięstwie Jan Srogi wysłał Vintilę z częścią wojsk do Bukaresztu, by zajął miasto i mianował się hospodarem wołoskim. Próba zajęcia stolicy zakończyła się powodzeniem i Vintila objął tron, jednak już 4 dni po tym wydarzeniu część bojarów lojalnych wobec obalonego Aleksandra II Mirczy wróciła z wojskiem, zaskoczyła nowego hospodara i go zabiła. Jego odciętą głowę powieszono na drzwiach pałacu hospodarskiego, czego świadkiem był Polak Maciej Stryjkowski, który opisał tę scenę w swojej relacji z podróży.